# Carlos Sáez Morales
Carlos Sáez Morales (Santiago, 1 de abril de 1881-Ibíd, 14 de abril de 1941) fue un militar, escritor y político chileno, que se desempeñó como ministro de Guerra y Aviación de su país, durante la vicepresidencia de Abraham Oyanedel entre octubre y diciembre de 1932.

## Familia y estudios
Nació en Santiago de Chile el 1 de abril de 1881, hijo del militar Emilio Sáez Herrera y de Auristela Morales Peña y Lillo. Sus hermanos fueron Florentino, nacido en la comuna de Copiapó y que también fue militar (ejército); y Julio, nacido en Antofagasta, y de profesión profesor de inglés, siendo, entre otras cosas, rector del Liceo de Concepción entre 1935 y 1950, además de fundador y vicepresidente del Club Aéreo de Planeadores de Chile. Realizó sus estudios primarios y secundarios en el Liceo de Chillán.
Se casó con su prima Estela Sáez Rojas, con quien tuvo cuatro hijos: Emilio, Carlos, Luis Alfredo (nacidos en Alemania) y Raúl. Este último, de profesión ingeniero, fue ministro de Estado durante el gobierno del presidente Eduardo Frei Montalva y de la dictadura militar del general Augusto Pinochet.

## Carrera militar
Ingresó como cadete a la Escuela Militar del Libertador Bernardo O'Higgins en 1895, egresando con el grado de alférez primero en 1900. En 1908, estuvo comandado en el Ejército Imperial Alemán, específicamente en el Regimiento de Artillería de Campaña del Gran Ducado de Hesse y el Rin. Además, trabajó en la empresa industrial alemana Krupp.
A continuación, entre 1913 y 1915, se desempeñó como director y profesor de la Escuela Militar de Colombia. También fue profesor en la Academia de Guerra del Ejército de Chile. Desde 1925 hasta 1930, permaneció en Europa cumpliendo una misión de estudio con el fin de adquirir armamento para el ejército de Chile. En ese ámbito, por una u otra razón, los estudios y resoluciones sobre esta materia se prolongaron demasiado, y en el momento en que el jefe de la misión diplomática entregaba para la firma del ministro de Guerra la carpeta de los contratos de adquisición de cañones, ametralladoras y carabinas, a fines de 1930, surgieron dificultades económicas que impidieron perfeccionar estos contratos.
El 26 de julio de 1931, después de la renuncia del coronel Carlos Ibáñez del Campo a la presidencia, fue nombrado por el recién asumido vicepresidente de la República Pedro Opaso Letelier como ministro de Guerra, cargo que ocupó hasta el 14 de agosto del mismo año, en la vicepresidencia del radical Juan Esteban Montero, quien sucedió a Opaso Letelier el 27 de julio. Luego, el 3 de octubre de 1932, en otra vicepresidencia, la del abogado y juez Abraham Oyanedel, volvió a asumir la titularidad de esa repartición, renombrada como «Guerra y Aviación», hasta el 24 de diciembre de dicho año. Tres días después, tras treinta y siete años de servicio y ostentando el rango de general de ejército (máximo de la institución), se acogió a retiro del ejército.
Entre otras actividades, fue socio del Club Militar de Chile. Falleció en su lugar natal el 14 de abril de 1941, a los 60 años.

## Obra escrita
Fue autor de las siguientes obras:
- Teoría del tiro y sus fundamentos (1917).[2]
- Recuerdos de un soldado (1933).[2]